# Interstate 675 (Michigan)
Pour les articles homonymes, voir Interstate 675.
L'Interstate 675 (I-675) est une autoroute auxiliaire de l'I-75 dans le Michigan. L'autoroute fait une boucle de 7,7 miles (12,4 km) dans le centre-ville de Saginaw. Commencée en 1969, l'autoroute a ouvert en 1971. Depuis, des sections ont été reconstruites de même que le pont au-dessus de la rivière Saginaw.

## Description du tracé
Se séparant de l'I-75 / US 23 à l'est de Saginaw, l'I-675 s'oriente d'abord à l'ouest vers le centre-ville. Elle parcourt des quartiers résidentiels et croise quelques voies locales. Après avoir traversé la rivière Saginaw, l'autoroute bifurque vers le nord. Elle rencontre un échangeur et se dirige vers le nord-est jusqu'à son terminus nord à la jonction avec l'I-75 / US 23. La totalité du tracé dispose de deux voies par direction.

## Liste des sorties
| Interstate 675    |                      |      |       |        |                                                                            | |
| Comté             | Municipalité         | mi   | km    | Sortie | Intersections / Destinations                                               | Notes |
| Saginaw           | Buena Vista Township | 0,00 | 0,00  | —      | I-75 / US 23 – Flint, Mackinac Bridge                                      | Sortie 150 de l'I-75                                                                                           |
| Saginaw           | Saginaw              | 1,11 | 1,79  | 1      | Veterans Memorial Parkway                                                  | |
| Saginaw           | Saginaw              | 1,84 | 2,97  | 2A     | 5th Avenue, 6th Avenue                                                     | Sortie direction nord, entrée direction sud                                                                    |
| Saginaw           | Saginaw              | 2,33 | 3,76  | 2B     | Vers M-13 (en) / Warren Avenue, Jefferson Avenue – Centre-ville de Saginaw | Indiqué sortie 2 en direction sud; Warren Avenue indiquée en direction nord, Jefferson Avenue en direction sud |
| Saginaw           | Saginaw              | 2,90 | 4,66  | 3      | M-58 (en) (Davenport Avenue) / Michigan Avenue                             | Sortie direction sud via Hill Street                                                                           |
| Saginaw           | Saginaw Township     | 5,85 | 9,42  | 6      | Tittabawassee Road – Zilwaukee                                             | |
| Saginaw           | Zilwaukee Township   | 7,73 | 12,44 | —      | I-75 / US 23 – Flint, Mackinac Bridge                                      | Sortie 155 de l'I-75                                                                                           |
| - Accès incomplet |                      |      |       |        |                                                                            | |